# Juan Rodolfo Wilcock
Juan Rodolfo Wilcock (u̯ìlkok; Buenos Aires, 17 aprile 1919 – Lubriano, 16 marzo 1978) è stato un poeta, scrittore, critico letterario e traduttore argentino naturalizzato italiano.

## Biografia
Figlio di padre inglese e di madre argentina di origine italiana, studiò Ingegneria civile nell'Universidad de Buenos Aires. Il suo primo libro di poesia, Libro de poemas y canciones (1940), ottenne il Premio Martín Fierro della Sociedad Argentina de Escritores. Un anno dopo conobbe Silvina Ocampo, Adolfo Bioy Casares e Jorge Luis Borges, con i quali fu unito da grande amicizia.
Fra il 1942 e il 1944 diresse la rivista letteraria Verde Memoria, Tra il 1945 e il 1947, la rivista Disco. Lavorò nelle ferrovie statali argentine (Ferrocarriles del Estado) ma abbandonò questo impiego nel 1944. Nel 1945 editò in proprio due libri di poesia: Ensayos de poesía lírica e Persecución de las musas menores, Nel 1946 pubblicò Paseo Sentimental.
Nel 1951 viaggiò per l'Europa con Silvina Ocampo e Bioy Casares, e visitò l'Italia per la prima volta. Wilcock praticò assiduamente la critica letteraria, collaborando con numerosi giornali e riviste di letteratura. Fu anche traduttore dall'inglese, francese, italiano e tedesco. La sua prima pubblicazione in Italia comparve sulla rivista di fantascienza italiana Futuro.
Nel 1955 collabora all'edizione argentina dell'Osservatore Romano. Nel 1956 pubblicò insieme a Silvina Ocampo il lavoro teatrale Los Traidores e nel 1957 si trasferì definitivamente in Italia, paese del quale ottenne nel 1979 la cittadinanza, post mortem. Qui adottò l'ispanista Livio Bacchi, che divenne suo figlio.
Nel 1960 Juan Rodolfo Wilcock decise di lasciare Roma - nella quale viveva da alcuni anni, dopo aver lasciato definitivamente l'Argentina - poiché reputava che fosse già troppo caotica per i suoi gusti e si trasferì nei dintorni di Velletri, dove abitò per un decennio. Nel 1964 venne scelto da Pier Paolo Pasolini per la parte di Caifa ne Il Vangelo secondo Matteo. Dopo il 1970 visse nella Tuscia viterbese al confine con l'Umbria, fino al 16 marzo 1978,  giorno della sua morte avvenuta nella sua casa di Lubriano a causa di problemi cardiaci. Negli ultimi tempi, su invito di Fausto Gianfranceschi, ha collaborato alla terza pagina del quotidiano romano Il Tempo. È sepolto presso il cimitero acattolico di Roma.

## Opere

### Libri pubblicati in Italia
- Il caos, Milano, Bompiani, 1960.
- Fatti inquietanti, Milano, Bompiani, 1961; Milano, Adelphi, 1992.
- Luoghi comuni, Milano, Il Saggiatore, 1961.
- Teatro in prosa e versi, Milano, Bompiani, 1962.
- Poesie spagnole, Parma, Guanda, 1963.
- La parola morte, Torino, Einaudi, 1968.
- Lo stereoscopio dei solitari, Milano, Adelphi, 1972, 1990, 2017
- La sinagoga degli iconoclasti, Milano, Adelphi, 1972, 1990, 2014
- Il tempio etrusco, Milano, Rizzoli, 1973
- I due allegri indiani, Milano, Adelphi, 1973, 2011
- Parsifal, Milano, Adelphi, 1974
- Italienisches Liederbuch 34 poesie d'amore, Milano, Rizzoli, 1974
- L'ingegnere, Milano, Rizzoli, 1975; L'Editore, 1990
- Frau Teleprocu, con Francesco Fantasia, Milano, Adelphi, 1976
- Il libro dei mostri, Milano, Adelphi, 1978, 2019
- Poesie, Milano, Adelphi, 1980, 1993, 1996
- L'abominevole donna delle nevi e altre commedie, Milano, Adelphi, 1982.
- Le nozze di Hitler e Maria Antonietta nell'inferno, con Francesco Fantasia, Lucarini, 1985.
- Il reato di scrivere, Milano, Adelphi, 2010.

#### Traduzioni
- James Joyce, Frammenti scelti da La veglia di Finnegan, in Tutte le opere, Milano, Mondadori, 1961; in Finnegans Wake, Giometti & Antonello, 2016.
- Poeti catalani, a cura di Livio B. Wilcock, introduzione e contributo di J. Rodolfo Wilcock, Milano, Bompiani, 1962.
- Virginia Woolf, Per le strade di Londra, traduzione di Livio Bacchi Wilcock e Juan Rodolfo Wilcock, Collana La Cultura. Storia, Critica e Testi n.73, Milano, Il Saggiatore, 1963. - Milano, Club degli Editori, 1964; Collezione Saggi in brossura, Il Saggiatore-Garzanti, marzo 1974; Milano, Mondadori, 1978; Introduzione di Attilio Bertolucci, Collana Saggi di Arte e Letteratura, Milano, Il Saggiatore, giugno 1981.
- Samuel Beckett, Poesie in inglese, Torino, Einaudi, 1964.
- Edward Dahlberg, Mia madre Lizzie, Torino, Einaudi, 1966.
- Haggard, H. Rider, Lei, prefazione di Henry Miller, Milano, Bompiani, 1966.
- Christopher Marlowe, Teatro completo, Milano, Adelphi, 1966.
- Barbara Garson, MacBird!: dramma in tre atti, Milano, Feltrinelli, 1967.
- M.P. Shiel, La nube purpurea, Adelphi, 1967.
- Flann O'Brien, Una pinta d'inchiostro irlandese, Collana Supercoralli, Torino, Einaudi, 1968; Collana Biblioteca n.268, Milano, Adelphi, 1993, ISBN 978-88-459-0964-1; Milano, Club degli Editori, 1993; Collana Tascabili n.647, Milano, Bompiani, 1999-2001, ISBN 978-88-452-4588-6.
- Alce Nero (Black Elk), Alce Nero parla: vita di uno stregone dei Sioux Oglala, messa per iscritto da John G. Neirhardt (Arcobaleno Fiammeggiante), Milano, Adelphi, 1968.
- William Shakespeare, Riccardo III, Milano, Bompiani, 1968.
- Edgar Wind, Arte e anarchia, Milano, Adelphi, 1968.
- James Joyce, Poesie, traduzioni di Alfredo Giuliani, Edoardo Sanguineti e Rodolfo J. Wilcock, prefazione di Alberto Rossi, Milano, Mondadori, 1969.
- William Carlos Williams, Nelle vene dell'America, tradotto con Aldo Rosselli, Milano, Adelphi, 1969.
- Jean Genet, Tutto il teatro, tradotto con Giorgio Caproni, Milano, Il Saggiatore, 1971.
- Elizabeth Smart, Sulle fiumane della Grand Central Station mi sono seduta e ho pianto, Milano, Il Saggiatore, 1971; poi SE, 1993, 2001.
- Frederick Antal, Classicismo e romanticismo, Torino, Einaudi, 1975.
- John Aubrey, Vite brevi di uomini eminenti, a cura di Oliver Lawson Dick, Milano, Adelphi, 1977.
- Virginia Woolf, Una stanza tutta per sé, Introduzione di Marisa Bulgheroni, traduzione di Livio Bacchi Wilcock e J. Rodolfo Wilcock, Milano, Il Saggiatore, 1980.
- Gustave Flaubert, Dizionario dei luoghi comuni; Album della marchesa; Catalogo delle idee chic, Milano. Adelphi, 1980
- Edward Dahlberg, Poiché ero carne, Milano, Adelphi, 1988
- Jack Kerouac, Los subterraneos,(The Subterraneans), versione in spagnolo di J. Rodolfo Wilcock, Barcelona, Anagrama, 1993.
- William Shakespeare, Giulio Cesare, Collana Piccola Biblioteca n.806, Milano, Adelphi, 2024, ISBN 978-88-459-3898-6.

### Libri pubblicati in lingua spagnola
- Libro de poemas y canciones, Editorial Sudamericana, 1940.
- Ensayos de poesía lírica, Edición del autor, 1945.
- Persecución de las musas menores, Edición del autor, 1945.
- Paseo sentimental, Editorial Sudamericana, 1946.
- Los hermosos días, Emecé, 1946, 1998.
- Sexto, Emecé, 1953, 1999.
- Los traidores (en colaboración con Silvina Ocampo). Losada, 1956; Ada Korn, 1988.
- El caos, Editorial Sudamericana, 1974, 2000.
- Poemas, Fundarte, Caracas, 1980.
- La sinagoga de los iconoclastas, Anagrama, Barcelona, 1981.
- El ingeniero, Losada, Buenos Aires, 1996.
- El estereoscopio de los solitarios, Sudamericana, Buenos Aires, 1998.
- Hechos inquietantes, Sudamericana, Buenos Aires, 1998.
- El libro de los monstruos, Sudamericana, Buenos Aires, 199.
- Los dos indios alegres, Sudamericana, Buenos Aires, 2001.
- El templo etrusco, Sudamericana, Buenos Aires, 2004.